# 加利·尼維利
加里·亚历山大·内维尔（英語：Gary Alexander Neville，1975年2月18日—）是一位前英格蘭職業足球員，由1991年至2011年效力曼聯，為少數只為一間球會效力的球員。退休後為電視台擔任足球評論員及於報章寫專欄。2012年5月中他成為英格蘭足球代表隊主隊教練團成員之一。
內維爾是極為出色的右後衛，是英格蘭本土史上其中一位最有名的右後衛。內維爾退休後擔任球評與教練，擔任球評時幽默妙語如珠又一針見血的論述獲得極廣大的回響，而有「內文豪」的美譽。但是擔任主教練的成績極為難看，执教西甲大球会華伦西亚被巴塞隆納7-0击败，與球評時的風光好評成為極大反差。

## 球員生涯

### 球會
加利·尼維利是在曼联青年队培训出来的球员，在1992年曾经代表曼联青年军夺得英格兰青年足协杯。他的弟弟菲臘·尼維利也曾是曼联队员。2006年11月29日當愛華頓作客奧脫福時，尼維利兄弟分別為兩隊隊長，是英格蘭頂級聯賽首次有兄弟對壘分任隊長的情況。
加利·尼維利雖然曾為曼聯在1999年贏得歐洲聯賽冠軍盃，曼聯同年成為「三冠王」。加利·尼維利早年一直都被評為水準不穩定，儘管如此，加利·尼維利並沒因而被曼聯放棄，2005年12月堅尼離隊後更擔任球隊的隊長。
2007年3月17日主場對保頓開賽後僅7分鐘加利·尼維利被史必撞倒受傷離場，需接受足踝手術，缺席餘下球季所有比賽。於8月復操時又扭傷小腿，一直養傷到11月1日才在一場預備隊比賽復出，但只為預備隊進行數場比賽，曼聯在季末爭標形勢吃緊，未能重召狀態未復的加利·尼維利，此次受傷令他缺席了整個07/08年球季。4月4日加利·尼維利獲召在作客對米杜士堡返回一隊陣容。
2011年2月3日，加利·尼維利宣佈退役，結束近20年的「紅魔」生涯。

### 國家隊
加利·尼維利曾出席三屆歐洲國家盃。他亦出席過1998年世界盃及2006年世界盃，卻因傷缺席了2002年世界盃。加利‧尼維利一直是英格蘭國家隊的必然正選右閘，他曾與前國家隊隊長貝克漢組成了一對互助攻守的右路組合。

## 執教生涯
2012年5月14日，持有歐洲足協教練A及B牌照的加利·尼維利被英格蘭足總任命為英格蘭主隊教練團成員，協助領隊罗伊·霍奇森，合約為期四年。

## 個人生活
加利·尼維利來自運動世家，其父親内维尔·内维尔是蘭開夏板球員，弟弟菲臘·尼維利同為職業足球員及曾為英格蘭國腳，而妹妹是英格蘭投球（Netball）代表隊成員。

## 榮譽

### 球會
曼聯
- 英超聯赛：1992-93、1993-94、1995-96、1996-97、1998-99、1999-00、2000-01、2002-03、2006-07、2007-08、2008-09、2010-11
- 英格兰足總杯：1994、1996、1999、2004
- 英格兰联赛杯：2006、2009、2010
- 英格蘭社區盾：1996、1997、2008
- 欧洲冠军联赛：1998-99、2007-08
- 洲際盃：2000
- 世界冠軍球會盃：2008

個人 
- PFA年度英超最佳陣容：1997、1998、1999、2005、2007

## 外部連結
- 曼聯官網簡歷（页面存档备份，存于）
- 加利·尼維利 – FIFA國際賽競賽紀錄 (存檔)
- 足球数据库：加利·尼維利的球员统计数据

| 體育角色                 | 體育角色                     | 體育角色    |
| ------------------------ | ---------------------------- | ----------- |
| 前任： 堅尼 傑斯（臨時） | 曼聯隊長 2005-2007,2008-2010 | 繼任： 維迪 |